# Šóhei Ótani
Šóhei Ótani (japonsky 大谷 翔平, Ōtani Shōhei) (* 5. července 1994 Mizusawa) je japonský baseballista. Měří 191 cm a váží 95 kg, hraje na pozici nadhazovače a suplujícího pálkaře (designated hitter). Má přezdívky Shotime nebo Japonský Babe Ruth.
Od roku 2012 nastupoval za Hokkaido Nippon-Ham Fighters v japonské Nippon Professional Baseball. Pětkrát byl zařazen do all-star týmu soutěže a v roce 2016 získal ligový titul. V roce 2018 odešel do USA a debutoval v Major League Baseball v týmu Los Angeles Angels of Anaheim. V první sezóně byl vyhlášen nejlepším nováčkem soutěže. V letech 2021 a 2023 získal cenu pro nejužitečnějšího hráče Americké ligy. V roce 2021 získal Commissioner's Historic Achievement Award, kterou udělují ligoví funkcionáři za přínos k rozvoji baseballu. S japonskou reprezentací Ótani vyhrál World Baseball Classic v roce 2023 a byl zvolen nejlepším hráčem turnaje.
Po vypršení kontraktu s Angels se v prosinci 2023 stal hráčem Los Angeles Dodgers. Uzavřel s klubem desetiletou smlouvu na 700 000 000 dolarů, čímž překonal rekord Lionela Messiho jako nejdražší profesionální sportovec. V roce 2024 se stal prvním hráčem MLB, který v jedné sezóně dosáhl padesáti homerunů a padesáti ukradených met. Míček, kterým překonal rekord, byl později vydražen za 4,39 milionu dolarů. Vyhrál s Dodgers Národní ligu 2024 a postoupil do Světové série, kde jeho tým porazil New York Yankees. 
Časopis Time Ótaniho zařadil mezi sto nejvlivnějších osobností roku 2021. Třikrát vyhrál anketu Sportovec roku Associated Press (2021, 2023 a 2024) a dvakrát anketu The Sporting News (2021 a 2024). Podle časopisu Forbes patří Ótani v roce 2025 mezi deset nejlépe placených sportovců světa. Na jeho počest vyhlásilo město Los Angeles 17. květen Dnem Šóheie Ótaniho.
Jeho manželkou je bývalá basketbalistka Mamiko Tanaka.